# Burgstall Kleiner Hengstberg
Der Burgstall Kleiner Hengstberg ist eine abgegangene Gipfelburg auf dem dem Großen Hengstberg vorgelagerten Kleinen Hengstberg bei Neuhaus an der Eger, einem Gemeindeteil der oberfränkischen Stadt Hohenberg an der Eger.
Der Name des Berges wurde erstmals 1477 als „kleyn Henngstperg“ bezeichnet, der Burgstall wurde im Landbuch der Sechsämter 1499 das erste Mal urkundlich erwähnt. Heute sind noch oval angeordnete Granitsteine zu sehen. Es ist fraglich, ob der Burgstall mittelalterlichen Ursprung ist oder bereits in vor- und frühgeschichtlicher Zeit als Verteidigungsanlage gedient hat. Der Burgstall ist ein Bodendenkmal im Landkreis Wunsiedel.